# 오무라 마스지로
오무라 마스지로(일본어: 大村 益次郎, 1824년 5월 30일 ~ 1869년 12월 7일)는 일본의 군인이자 군사이론가이다. 그는 "일본 근대 군대의 아버지"라고 불린다.

## 젊은 시절
조슈번 무라타 다카마스의 아들로 태어났다. 어릴 때부터 오무라는 학문에 뜻이 깊었고, 22세에 오사카로 가서 난학(네덜란드 학문)을 공부하였다. 이후 나가사키에 가서 독일 의사 필립 프란츠 폰 지볼트(Philipp Franz von Siebold) 지도하에서 서양의학을 배웠다. 지볼트는 일본에서 최초로 서양의학을 가르친 인물이다. 서양학문을 공부하면서 서양 군사학에 관심을 두게 되었다.
나가사키에서 공부한 후, 26세 나이로 고향으로 돌아와서 진료활동을 시작했다. 그러나 1853년부터 우와지마번의 다이묘 다테 무네나리의 제안으로, 사무라이 계급(오무라의 집안은 원래 지배층인 사무라이 계급이 아니었다)으로 격상되어 그 번에서 서양학문을 가르치기 시작했다.
이 당시 일본에는 서양 세력이 자주 출몰하고, 서구 열강으로부터 쇄국정책을 버리라는 압력이 증대되고 있었다. 오무라는 다시 나가사키로 가서 서양식 군함 조선술과 항해술을 배웠다. 그는 1856년 다테를 따라 에도로 갔고, 막부의 서양학문 교육기관인 강무소(講武所) 교수가 되었다. 이 와중에서도 그는 미국 선교사에게 영어를 배우는 등 서양학문 학습에 힘썼다.

## 조슈번 군사교관
1861년 조슈번은 오무라를 고용하여 조슈번의 군사학교의 교관으로 임명했다. 또한 오무라는 조슈번 군대를 근대화하는 임무를 맡았다. 이때 오무라는 기도 다카요시를 알게 되었다. 기도 다카요시는 존왕양이 운동의 중심이던 조슈번 사무라이의 일원이었다. 그를 통해 오무라도 이 운동에 가담하게 된다.
조슈로 돌아온 후, 오무라는 단순히 서구식 무기만을 소개한 게 아니라, 신분제를 무시하고 국민개병을 강조한 서구식 군사 이론과 개념을 사무라이와 평민에게 전파하였다. 이런 새로운 이론과 개념들은 당시 상당히 논란을 불러일으켰으나, 1866년 제2차 조슈 정벌에서 그의 군대가 사무라이로만 이루어진 막부군을 격파하면서 그 효용성을 증명하였다. 이 병력은 보신 전쟁에서 존왕파 핵심이 되며, 이 무력을 통해 도쿠가와 막부를 쓰러트리고 메이지 유신을 달성할 수 있었다.

## 메이지 군대 창건
메이지 유신 이후 새로 수립된 정부는 그동안 반독립적으로 존재해 왔던 지방세력을 억누르고 중앙집권 체제를 유지하기 위해 강력한 군사력을 필요로 하였다. 그리하여 메이지 정부는 오무라를 병부대보(兵部大輔)로 임명하였다. 이것은 육군-해군 부대신에 맞먹는 자리였다. 오무라는 이 직위에서 이전에 조슈에서 실시했던 것처럼 서유럽을 본딴 근대적 군대를 육성하기 시작했다. 즉 봉건적 무사계급이 아닌 국민개병과 징병제를 기반으로 한 군대였다.
또한 그는 다이묘가 사병을 거느린 번 체제를 타파하여 중앙정부에 도전할 수 있는 지방세력을 뿌리 뽑으려 하였다.
오무라가 생각한 이상적 군대의 모델은 육군은 프랑스, 해군은 영국이었다. 프랑스가 도쿠가와 막부를 지지하여 메이지 정부는 프랑스에 반감을 가지고 있었지만, 오무라는 신식 군대를 위해 프랑스의 군사교관들을 다시 불러드리도록 했다.
오무라는 사무라이 계급에 기반한 군대뿐만 아니라 봉건제 아래에서 보장된 사무라이의 기득권과 계급 자체를 폐지하려고 했다. 메이지 유신의 주도자들도 역시 사무라이 계급 출신이었기 때문에 오무라의 정책은 많은 반대에 부딪혔다.

## 암살
오무라는 1869년 10월 간사이 지역에서 신식군대의 장교를 양성할 후보지를 물색하던 중, 아이러니하게도 자신의 고향이자 출세의 출발점인 조슈 번 출신이 주축을 이룬 전직 사무라이들에게 습격을 받았다. 그는 크게 상처를 입고 간신히 피신했으나, 상처가 낫지 않아 12월 7일에 사망하였다.
범인들은 체포되어 사형을 선고받았으나, 오무라를 반대하는 정부관리들에 의해 집행이 미뤄져서 1년이 지나고서야 집행되었다.

## 유산
오무라가 사망한 직후, 야스쿠니 신사 입구에 그의 동상이 세워졌다. 이는 일본에서 첫 번째로 만들어진 서양식 동상이었다.
오무라의 일본 군제 근대화 구상은 야마가타 아리토모, 기도 다카요시, 사이고 주도, 야마다 아키요시와 같은 그의 동지들에 의해서 이후에 실행되었다. 야마다는 오무라의 구상에 따라 사관학교를 설치하였고, 야마가타와 사이고는 후에 징병제 도입을 주도하였다.